# بروس كولي
بروس كولي (بالألمانية: Bruce Collie)‏ هو لاعب كرة قدم أمريكية ألماني، ولد في 27 يونيو 1962 في نورنبرغ في ألمانيا.

## وصلات خارجية
- بروس كولي على موقع مرجع كرة القدم المحترفة.كوم (الإنجليزية)